# Dipoena transversisulcata
Dipoena transversisulcata är en spindelart som beskrevs av Embrik Strand 1908. Dipoena transversisulcata ingår i släktet Dipoena och familjen klotspindlar.
Artens utbredningsområde är Madagaskar. Inga underarter finns listade i Catalogue of Life.